# Reruhi Shimizu
Reruhi Shimizu (n. 4 decembrie 1993, Myoko, Prefectura Niigata, Japonia) este un săritor cu schiurile ce a reprezentat Japonia, medaliat olimpic. A participat la o ediție a Jocurilor Olimpice (2014) în care a câștigat o medalie de bronz.

## Participări
Lista de mai jos prezintă principalele competiții la care a participat Reruhi Shimizu de-a lungul carierei.
- Prîjki s tramplina na zimnih Olimpiiskih igrah 2014 — bolșoi tramplin sredi komand (mujcinî)[*]